# Nymphomyia
Nymphomyia Tokunaga, 1932, è un genere di insetti appartenente all'ordine dei Ditteri (Nematocera: Blephariceromorpha) associati ad ambienti acquatici montani. Costituisce uno dei raggruppamenti più primitivi dell'ordine, unico genere superstite di una fauna relitta comparsa sul pianeta nel Triassico superiore. Nymphomyia è infatti l'unico genere della famiglia Nymphomyiidae Tokunaga, 1932, e della superfamiglia Nymphomyoidea Cutten & Kevan, 1970.

## Descrizione
Sotto l'aspetto morfologico, il genere Nymphomyia presenta delle specificità che lo contraddistinguono dal resto dell'ordine, al punto da renderne complesso e controverso l'inquadramento sistematico. Nonostante queste specificità, diversi caratteri morfologici avvicinano questi insetti all'infraordine dei Blephariceromorpha, nel quale sono generalmente inquadrati. Gli adulti sono di piccolissime dimensioni, con corpo lungo 2 mm circa, esile e slanciato e di costituzione delicata.
Il capo è libero, ben evidente e di forma allungata, con occhi ben sviluppati che si estendono fino ad unirsi sulla faccia ventrale. Gli ocelli sono due, grandi, disposti lateralmente dietro gli occhi; manca l'ocello dorsale. Le antenne sono tozze e brevi, composte da tre articoli apparenti, con l'antennomero distale di forma clavata. L'apparato boccale è atrofico. 
Il torace è notevolmente allungato e di forma cilindrica, con sterniti larghi e distinti. Le zampe sono esili, relativamente brevi e con tarsi composti da 5 segmenti. Le procoxe sono più distanziate fra loro rispetto alle mesocoxe e alle metacoxe. Le ali sono particolarmente sviluppate in lunghezza, tenute verticalmente in posizione di riposo. Hanno una robusta venatura anteriore, dovuta all'accostamento delle prime nervature al margine costale, e il margine percorso da una fitta frangia di setole, di varia lunghezza. Manca la regione anale. Le ali sono decidue e vengono perse prima dell'ovideposizione.
L'addome è sottile e allungato, più largo nella porzione prossimale. Sono assenti gli stigmi addominali.
Le larve sono apode ed eucefale, con tegumento robusto nella parte dorsale. Il capo è nettamente distinto dal torace e quest'ultimo mostra in modo evidente la suddivisione nei tre segmenti. Il torace è privo di appendici, l'addome è composto da nove uriti ed è provvisto di otto paia di pseudopodi. Gli stigmi sono assenti (larve apneustiche) e gli scambi gassosi avvengono tramite strutture tegumentali assimilabili a branchie situate sui pseudopodi. L'apparato boccale è di tipo masticatore.
La pupa è mobile ed ha una forma allungata. Il capo è allungato e prognato, contrariamente alla generalità dei ditteri, nei quali l'apparato boccale è diretto ventralmente.

## Biologia
Lo sviluppo postembrionale è di tipo olometabolico, con 4 stadi di larva e uno di pupa. L'habitat è quello dei torrenti montani, con corsi d'acqua anche impetuosi.
Le larve vivono sui fondali rocciosi di torrenti a regime costante e a temperatura stabile, inferiore ai 15 °C, formando anche elevate densità. Si nutrono di alghe e protozoi associati a questi microambienti. Gli adulti vivono in prossimità dei corsi d'acqua ma in ambienti sterili e rocciosi e poveri di risorse alimentari.
Secondo ROHDENDORF et al. (1974), le Nymphomyiia rappresentano una fauna relitta, associata a ditteri comparsi nel Triassico superiore, evolutasi come adattamento a condizioni ambientali sfavorevoli alla vita degli adulti e favorevoli, invece, alla vita delle larve. La conseguenza di questo adattamento è l'evoluzione delle caratteristiche morfologiche e funzionali negli stadi preimmaginali, mentre lo stadio adulto è fondamentalmente regredito ad una funzione esclusivamente riproduttiva. Gli adulti delle Nymphomyia hanno perciò vita breve e, avendo perso la capacità di alimentarsi, destinano tutte le loro riserve energetiche, accumulate durante lo stadio larvale, alla riproduzione, dopo di che muoiono.

## Distribuzione
La distribuzione del genere si estende su tre regioni zoogeografiche: il paleartico orientale, il neartico e, infine, la regione orientale. L'areale è tuttavia frammentato in aree circoscritte e ambienti generalmente di difficile accesso, rendendo difficile la cattura di esemplari sia per l'habitat degli stadi preimmaginali sia per la breve vita e la scarsa mobilità degli adulti.

## Sistematica
L'inquadramento sistematico delle Nymphomyia è incerto e controverso a causa della difficoltà di correlazione filogenetica con gli altri Ditteri. La maggior parte delle fonti inserisce il genere in una famiglia e superfamiglia proprie all'interno dell'infraordine Blephariceromorpha, ritenuto tuttavia parafiletico.
ROHDENDORF et al. proposero la costituzione del sottordine Archidiptera, comprendente, fra i ditteri non estinti, il solo genere Nymphomyia, contrapposto al sottordine Eudiptera, comprendente tutti gli altri ditteri esistenti. La classificazione di ROHDENDORF, perciò, si articola secondo il seguente cladogramma:
| Diptera      | \| Archidiptera \| Nymphomyia \| \| \| Nymphomyia \| \| Eudiptera \| altri Diptera \| \| \| altri Diptera \| |
|              | \| Archidiptera \| Nymphomyia \| \| \| Nymphomyia \| \| Eudiptera \| altri Diptera \| \| \| altri Diptera \| |
| Archidiptera | Nymphomyia                                                                                                   |
|              | Nymphomyia                                                                                                   |
| Eudiptera    | altri Diptera                                                                                                |
|              | altri Diptera                                                                                                |

L'albero tassonomico di ROHDENDORF sarebbe perciò così articolato:
- Ordine Diptera
  - Sottordine Archidiptera
    - Infraordine Nymphomyomorpha
      - Superfamiglia Nymphomyoidea
        - Famiglia Nymphomyiidae
          - Genere Nymphomyia

  - Sottordine Eudiptera

Questa classificazione trova il favore, con eventuali adattamenti sulla base di più recenti acquisizioni in materia di filogenesi, soprattutto fra i paleoentomologi, ma non è condivisa dalla maggior parte dei ditterologi, che propendono, in attesa di accertamenti più approfonditi, per l'inquadramento all'interno dei Blephariceromorpha, secondo il seguente cladogramma:
|  | Nymphomyia                                                            |
|  |                                                                       |
|  | \| \| Deuterophlebiidae \| \| \| \| \| \| Blephariceridae \| \| \| \| |
|  |                                                                       |
|  | Deuterophlebiidae                                                     |
|  |                                                                       |
|  | Blephariceridae                                                       |
|  |                                                                       |

|  | Deuterophlebiidae |
|  |                   |
|  | Blephariceridae   |
|  |                   |

L'albero tassonomico, adottando la tradizionale suddivisione dei Ditteri in Nematoceri e Brachiceri, è il seguente:
- Ordine Diptera
  - Sottordine Nematocera
    - Infraordine Axymyiomorpha
    - Infraordine Bibionomorpha
    - Infraordine Blephariceromorpha
      - Superfamiglia Nymphomyoidea
        - Famiglia Nymphomyiidae
          - Genere Nymphomyia

      - Superfamiglia Blephariceroidea

    - Infraordine Culicomorpha
    - Infraordine Psychodomorpha
    - Infraordine Ptychopteromorpha
    - Infraordine Tipulomorpha

  - Sottordine Brachycera

Va infine segnalato che, secondo i più recenti orientamenti, il genere Nymphomyia potrebbe essere inserito in un raggruppamento distinto, Nymphomyomorpha, da elevare come sottordine allo stesso rango dei Brachycera e degli altri cladi monofiletici in cui andrebbe scorporato il raggruppamento tradizionale dei Nematoceri.
Fino agli anni settanta le conoscenze relative al genere Nymphomia si limitavano alla descrizione di alcuni esemplari della specie Nymphomyia alba raccolti in Giappone da TOKUNAGA (1932) e limitatamente alla pupa e all'adulto. Le informazioni relative alla larva erano basate esclusivamente su ipotesi, giacché nessun esemplare era conosciuto. Fra gli anni sessanta e gli anni settanta furono scoperte nuove specie in Nordamerica e Asia inquadrandone alcune in altri generi. Negli anni ottanta seguì una generale revisione della famiglia Nymphomyiidae con l'inclusione di tutte le specie, finora descritte, nell'unico genere Nymphomyia.
Attualmente si conoscono le seguenti sette specie, due nordamericane e cinque asiatiche:
- Nymphomyia alba Tokunaga, 1932. Segnalata in alcune isole dell'Arcipelago giapponese (Hokkaidō, Honshū e Shikoku) e delle Isole Curili (Kunashiri).
- Nymphomyia brundini KEVAN, 1970. Segnalata nel Distretto di Darjeeling, situato nella regione himalayana del Bengala Occidentale.
- Nymphomyia dolichopeza COURTNEY, 1994. Segnalata nella parte meridionale dei Monti Blue Ridge (USA) nei torrenti del bacino imbrifero del fiume Tennessee.
- Nymphomyia holoptica COURTNEY, 1994. Segnalato a Hong Kong.
- Nymphomyia levanidovae Rohdendorf & Kalugina, 1974. Segnalata nel Territorio di Primorje, nell'estremo oriente della Siberia.
- Nymphomyia rohdendorfi Makarchenko, 1979. Segnalata in un ampio areale che si estende, nella Russia asiatica, dall'Oblast' di Magadan al Territorio di Primorje e all'isola di Sachalin.
- Nymphomyia walkeri Ide, 1965. Segnalata in un ampio areale che si estende, nel Nordamerica orientale, dal Québec ai Monti Appalachi.